# Evgueni Brajnik
Evgueni Vladimirovitch Brajnik (en russe : Евге́ний Влади́мирович Бра́жник), né le 25 février 1945 à Magnitogorsk (république socialiste fédérative soviétique de Russie, URSS) et mort le 10 septembre 2023, est un chef d'orchestre soviétique puis russe, chef d'orchestre principal et directeur de la musique du théâtre d'opéra et de ballet d'Ekaterinbourg (ex-Sverdlovsk) de 1982 à 2006, lauréat du prix d'État d'URSS en 1987 et du prix du Masque d'or en 2012. Il est distingué comme artiste du peuple de Russie en l'an 2000.

## Biographie
Evgueni Brajnik termine en 1963 l'école de musique Glinka de Magnitogorsk. En 1964-1967, il fait son service militaire. En 1971, il est diplômé de la faculté de musique chorale et de direction d'orchestre du conservatoire de Léningrad et il enseigne à l'école de musique Tchaïkovski de Sverdlovsk, tout en étant chef d'orchestre au théâtre de comédie musicale de Sverdlovsk (1973-1981),. En outre, il est diplômé en 1975 de la faculté de direction d'orchestre symphonique du conservatoire Moussorgski de l'Oural,. Dès 1981, il est chef d'orchestre du théâtre d'opéra et de ballet d'Ekaterinbourg,. De 1982 à 2006, il en est le chef d'orchestre principal et le directeur de la musique.
Il travaille comme chef d'orchestre du théâtre musical Hélikon de Moscou. À partir de 2011, il est invité comme chef d'orchestre principal au théâtre musical Sats de Moscou. Il collabore aussi avec le théâtre académique musical Stanislavski et Nemirovitch-Dantchenko de Moscou.

### Famille
Evgueni Brajnik est l'époux de Véra Semionova Davydova, chef de chœur principal du théâtre d'opéra et de ballet d'Ekaterinbourg, dont il a un fils, Alexandre, musicien.

## Répertoire
Dans le répertoire d'Evgueni Brajnik, l'on compte plus de cinquante opéras et ballets, et œuvres symphoniques, parmi lesquels :

### Théâtre d'opéra et de ballet d'Ekaterinbourg
- Boris Godounov de Moussorgski
- La Flûte enchantée de Mozart
- L'Élixir d’amour de Donizetti
- Les Fiançailles au couvent de Prokofiev
- La Dame de pique de Tchaïkovski
- Le Prophète de Kobekine
- Roussalotchka de Dvořák (titre de la production de 2000)[9]
- La Légende de la ville invisible de Kitège et de la demoiselle Fevronia de Rimski-Korsakov
- Les Contes d'Hoffmann, d'Offenbach
- La Foire de Sorotchintsy de Moussorgski
- Tosca de Puccini
- La traviata de Verdi
- Le Trouvère de Verdi
- La Fiancée du tsar de Rimski-Korsakov

### Théâtre d'État académique musical Sats de Moscou
- L'Amour des trois oranges de Prokofiev
- Iolanta de Tchaïkovski
- Carmen de Bizet[5].

Evgueni Brajnik a fait des tournées en Russie, en Amérique, en Corée du Sud, en Chine, en Espagne, en France, en Allemagne, en Pologne, en République tchèque et en Israël.

## Distinctions
- Prix d'État d'URSS (1987), pour la production de l'opéra de Vladimir Kobekine, Le Prophète
- Artiste émérite de la RSFSR (1990)
- Artiste du peuple de Russie (2000)[10]
- Lauréat du prix du festival Bravo, pour la production de l'opéra Roussalotchka (2000)
- Prix du Masque d'or (2012)[5].